# Municipio de Washington (condado de Conway)
El municipio de Washington (en inglés: Washington Township) es un municipio ubicado en el condado de Conway en el estado estadounidense de Arkansas. En el año 2010 tenía una población de 1852 habitantes y una densidad poblacional de 19,36 personas por km².

## Geografía
El municipio de Washington se encuentra ubicado en las coordenadas 35°14′5″N 92°42′9″O / 35.23472, -92.70250. Según la Oficina del Censo de los Estados Unidos, el municipio tiene una superficie total de 95.66 km², de la cual 92,01 km² corresponden a tierra firme y (3,81 %) 3,65 km² es agua.

## Demografía
Según el censo de 2010, había 1852 personas residiendo en el municipio de Washington. La densidad de población era de 19,36 hab./km². De los 1852 habitantes, el municipio de Washington estaba compuesto por el 93,36 % blancos, el 4,21 % eran afroamericanos, el 0,54 % eran amerindios, el 0,16 % eran asiáticos, el 0,32 % eran de otras razas y el 1,4 % eran de una mezcla de razas. Del total de la población el 1,78 % eran hispanos o latinos de cualquier raza.